# Linia kolejowa Valga – Pieczory
Linia kolejowa Valga – Pieczory – wybudowana w 1889 roku linia kolejowa w Estonii, łącząca miasto Valga z rosyjskim miastem Pieczory. Ma 98,2 km długości. Czasami traktuje się ją jako jedną linię wraz z przedłużeniem z Pieczor do Izborska.
Linia została wybudowana jako części linii z Rygi do Pskowa. Edelaraudtee prowadził tą trasą pociągi na odcinku Valga – Veski (granica państwowa) do 2001 roku. Od tamtej pory linia wykorzystywana jest jedynie sporadycznie w ruchu towarowym.
Pomiędzy Veski a granicą z linią łączy się linia Tartu – Pieczory. W 2011 roku została wybudowana nowa stacja kolejowa we wsi Koidula, tuż przy samej granicy. Umożliwia ona przeładunek towarów pomiędzy trasami Tartu – Koidula i Valga – Koidula, bez przekraczania granicy z Rosją. W związku z otwarciem tej stacji, przystanek Veski w Kolodavitsa został zlikwidowany.

## Przebieg
Valga – Ratsimäe - Mürgi - Karula – Tuulemäe - Anne - Antsla – Vaabina - Kurenurme - Sõmerpalu – Vagula - Võru – Nõnova - Husari - Osta - Lepassaare – Tuderna - Piusa – (Veski) - Koidula – Pieczory

## Połączenia z innymi liniami
- w Valdze:
  - Valga – Ryga
  - Valga – Tartu
- w Koiduli:
  - Tartu – Pieczory
- w Pieczorach:
  - Psków – Pieczory